# Grundvattnet, Västerbotten
Grundvattnet är en sjö i Skellefteå kommun i Västerbotten och ingår i Kågeälvens huvudavrinningsområde. Sjön har en area på 0,14 kvadratkilometer och ligger 217 meter över havet. Sjön avvattnas av vattendraget Degerträskån.

## Delavrinningsområde
Grundvattnet ingår i det delavrinningsområde (723595-171721) som SMHI kallar för Inloppet i Degerträsket. Medelhöjden är 271 meter över havet och ytan är 36,85 kvadratkilometer. Räknas de 2 avrinningsområdena uppströms in blir den ackumulerade arean 86,65 kvadratkilometer. Degerträskån som avvattnar avrinningsområdet har biflödesordning 2, vilket innebär att vattnet flödar genom totalt 2 vattendrag innan det når havet efter 72 kilometer. Avrinningsområdet består mestadels av skog (77 procent) och sankmarker (13 procent). Avrinningsområdet har 1,05 kvadratkilometer vattenytor vilket ger det en sjöprocent på 2,8 procent.